# Spitterfall

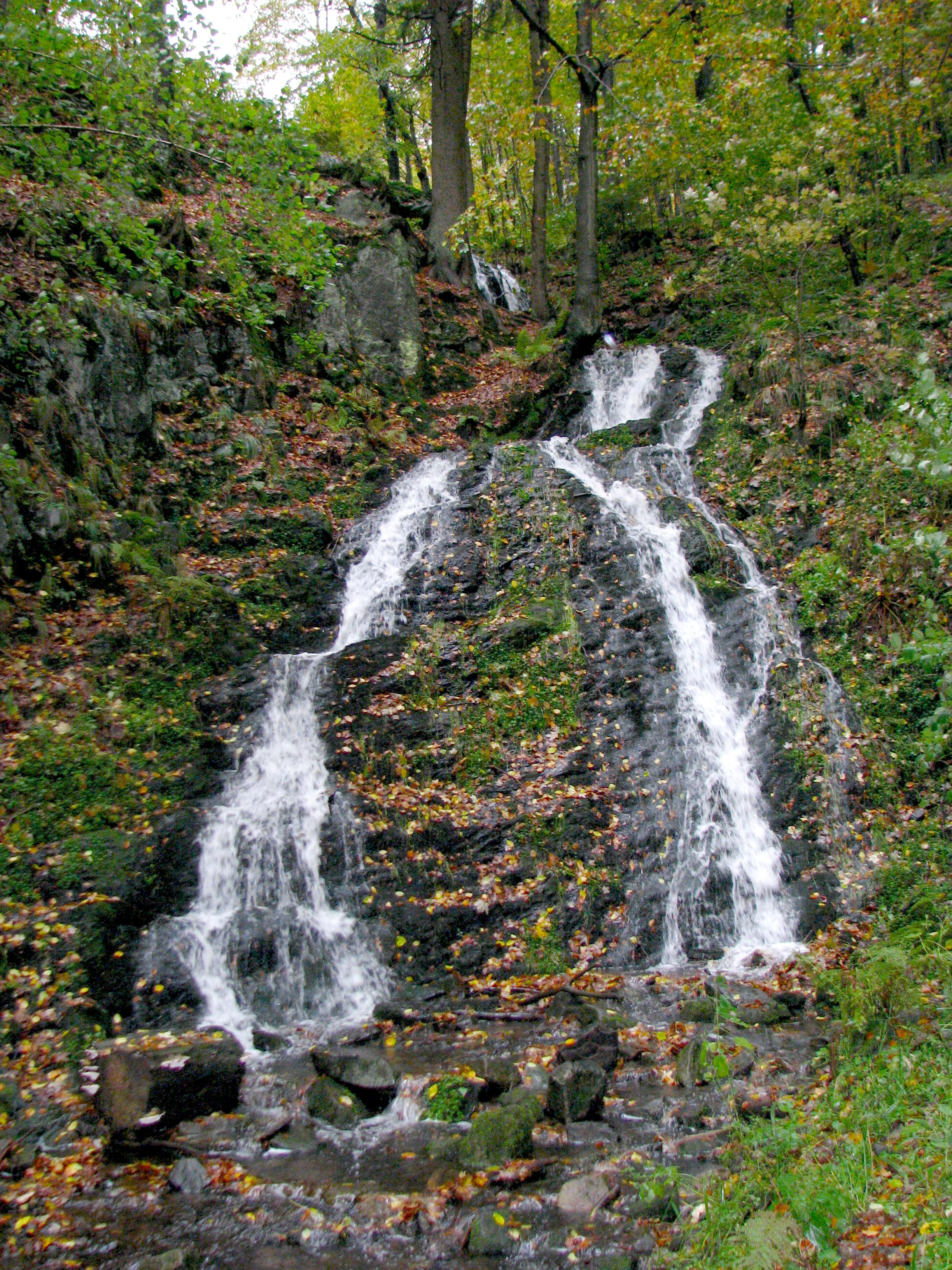
Spitterfall im Herbst. Drei Kaskaden sind sichtbar

Der Spitterfall ist mit 19 Meter der höchste natürliche Wasserfall in Thüringen (Deutschland).
Die Spitter, ein Mittelgebirgsbach im Nordwesten des Mittleren Thüringer Waldes überwindet mit dem Spitterfall unterhalb des Höhenwanderweges Rennsteig in vier gleitenden Kaskadenstufen den Härtlingsrücken aus Hühnberg-Gestein, einem Dolerit des Unterrotliegenden (Autun). Durch den Spitterfall ist eine Kerbe entstanden, die bis auf den Grund eines eiszeitlich überformten Talkessels auf der Nordseite des Thüringer Waldes hinabreicht. Das Quellgebiet der Spitter liegt nur in 1,5 Kilometer Entfernung auf der Ebertswiese, einem in etwa 750 bis 800 Meter Höhe gelegenen Naturschutzgebiet an der Grenze der Landkreise Schmalkalden-Meiningen und Gotha. Der Spitterfall selbst liegt im Gebiet des Landkreises Gotha. Er ist als geologisches Naturdenkmal geschützt und seit dem 23. November 2001 Teil des Naturschutzgebietes „Spittergrund“.
Der Bachlauf der Spitter überquert im Bereich des Naturschutzgebietes Ebertswiese als einziges fließendes Gewässer den Verlauf des Rennsteiges.